# Black es noir
Albums de Johnny Hallyday
Pas facile
(1981) Quelque part un aigle
(1982)
Canta en Español, Canta en Castellano, En Castellano ou encore Black es noir est un album de Johnny Hallyday enregistré en espagnol, il sort en 1981 en Espagne et au Pérou et en 1982 dans plusieurs pays d'Amérique latine. Enregistré à Paris aux Studio des Dames, il est réalisé par Pierre Billon.
Le disque est diffusé simultanément en : Espagne, en Argentine et en Colombie sous le titre Canta en Español. Au Pérou, en Équateur et au Venezuela il sort sous le titre : Canta en Castellano ou En Castellano.  Ce troisième album d'Hallyday enregistré dans une langue étrangère reste inédit en France à l'époque. Il sort en CD sous le titre Black es noir en 2008.

## Les titres
| 1.  | Black es noir (Noir c'est noir)                | Carlos Toro (adaptation)    | Tony Hayes, Michelle Grainger, Steve Wadey - Georges Aber |  |
| 2.  | Ave Maria (solo una preghiera)                 | Carlos Toro (adaptation)    | Franz Schubert - D.A. Ciotti                              |  |
| 3.  | Destra del amor (Derrière l'amour)             | Carlos Toro (adaptation)    | Toto Cutugno, Vito Pallavicini - Pierre Delanoë           |  |
| 4.  | Gabriela (Gabrielle)                           | Carlos Toro (adaptation)    | Tony Cole (musician) (en) - Long Chris, Patrick Larue     |  |
| 5.  | Requiem por un loco (Requiem pour un fou)      | Carlos Toro (adaptation)    | Gérard Layani, Gilles Thibaut                             |  |
| 6.  | Me olvide de vivir (J'ai oublié de vivre)      | Julio Iglesias (adaptation) | Jacques Revaux, Pierre Billon                             |  |
| 7.  | El penal (Le pénitencier)                      | Carlos Toro (adaptation)    | Alan Price - Hugues Aufray, Vline Buggy                   |  |
| 8.  | Te sigo fiel (Toujours le même)                | Carlos Toro (adaptation)    | Bob Seger - Michel Mallory                                |  |
| 9.  | Toda la musica que amo (La Musique que j'aime) | Carlos Toro (adaptation)    | Johnny Hallyday - Michel Mallory                          |  |
| 10. | Yo te amo (Que je t'aime)                      | Carlos Toro (adaptation)    | Jean Renard, Gilles Thibaut                               |  |

## Musiciens
- Batteries : Joe Hammer
- Guitares : José Souc et Pierrot Theodoris
- Guitare soliste : Slim Pezin
- Banjo : Sauveur Malia
- Percussion : Emmanuel Roche
- Claviers : Roger Loubet
- Synthétiseur : Celmar
- Chœurs : Pierre Billon, Bruno Victoire, Carlos Toro.

## Autour de l'album
- Référence originale : 6313298
- Référence CD (2008) : 530 915-5